# Trollenäs församling
Trollenäs församling var en församling i Lunds stift och i Eslövs kommun. Församlingen uppgick 2002 i Östra Onsjö församling.

## Administrativ historik
Församlingen har medeltida ursprung. 10 oktober 1857 införlivades Gullarps församling. Namnet ändrades enligt beslut den 27 oktober 1899 från Näs församling till Trollenäs församling.
Församlingen utgjorde tidigt ett eget pastorat för att därefter från 1500-talet till 10 oktober 1867  vara annexförsamling i pastoratet Gullarp och Näs och därefter till och med 1946 utgöra ett eget pastorat. Från 1947 till och med 1961 moderförsamling i pastoratet Trollenäs, Bosarp och Västra Strö. Från 1962 till och med 2001 annexförsamling i pastoratet Stehag, Trollenäs, Bosarp och Västra Strö som från 1992 även omfattade Billinge församling. Församlingen uppgick 2002 i Östra Onsjö församling.

## Kyrkor
- Trollenäs kyrka
- Näs kyrka